# USB-lader

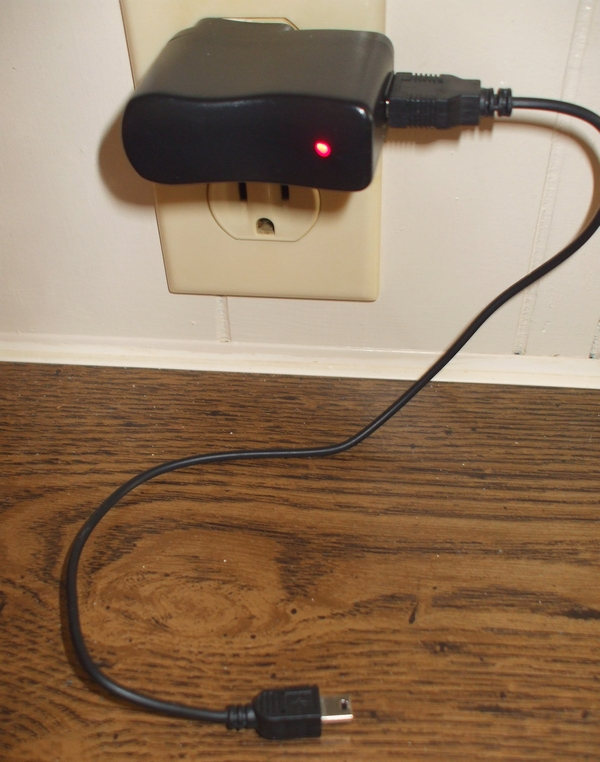
USB lader in een (Amerikaans) stopcontact

Een USB-lader is een voorziening voor het voeden of laden van smartphones en andere kleine apparaten via een USB poort. De meeste USB laders voldoen aan de standaard voor de Gemeenschappelijke externe voeding. Deze standaard komt er kortweg op neer dat telefoons geladen moeten kunnen worden via een micro-USB-B poort, en dat een laadkabel (voor zover deze niet vast zit aan de lader) aan het andere eind een USB-A stekker moet hebben. Door de brede invoering van deze standaard is het niet langer nodig om voor iedere mobiele telefoon een specifieke lader te hebben.
Met USB lader wordt meestal een apparaat bedoeld dat netspanning (220 of 110 volt wisselspanning) omzet in 5 volt gelijkspanning, en deze aanbiedt op een USB-A poort. USB laders zijn echter ook in andere vormen verschenen; ze zijn alomtegenwoordig in nieuwe auto's, treinen, vliegtuigen, wachtruimtes, schepen, en kunnen zelfs op fietsen gemonteerd worden (indien voorzien van een naafdynamo). Ook de meeste powerbanks zijn van USB-A poorten voorzien om lading te leveren, en van micro-USB-B poorten om lading te ontvangen.